# ジェイ・シルベリア
ジェイ・ベントン・シルベリア（Jay Benton Silveria、1963年生）は、アメリカ合衆国の空軍軍人。第48戦闘航空団副司令官および司令官、アメリカ空軍戦闘センター司令官、アメリカ空軍中央軍副司令官などの要職を歴任し、2017年から2020年までアメリカ空軍士官学校の第20代校長を務めた。空軍ではパイロットとして勤務し、3900時間以上飛行して機長 (command pilot) 資格を有している。2020年11月1日に中将で退役した。

## 前半生
父も曹長として勤務した軍人である。1981年にイングランドのレイクンヒース空軍基地付属アメリカンハイスクールを卒業した。在学中にはサッカー、野球、科学捜査、演劇に取り組み、全米優等生協会 (National Honor Society) に入会を許されるなど優秀な学生で、クラスメートの投票で「最優秀学生」に選出されている。
コロラド州コロラドスプリングスのアメリカ空軍士官学校に入学し、1985年には理学学士の学位を取得した。空軍入隊後の1997年にはニューヨーク州シラキュースのシラキュース大学で社会科学修士の学位を取得した。さらにその後は空軍指揮幕僚大学を経てワシントンD.C.の国防大学で学び、2005年に卒業した。

## 軍歴
空軍ではパイロットとして、後には指揮官として数々の役職を歴任した。任官後1987年5月に中尉、1989年には大尉に昇進した。1980年代後半にはアリゾナ州ウィリアムズ空軍基地でインストラクターを務め、第96訓練飛行隊で初等訓練機セスナ T-37を操縦した。1991年から1995年にかけてノースカロライナ州シーモア・ジョンソン空軍基地に勤務し、第334戦闘飛行隊でF-15Eに搭乗した。この際、サザン・ウォッチ作戦に従軍して複数回外征している。
1997年に少佐に昇進するとともに、ベルギーのモンスにある欧州連合軍最高司令部およびアメリカ欧州軍司令部に欧州連合軍最高司令官付副官として着任し、1999年7月まで同職を務めた。2008年8月には、自身が付属高校を1981年に卒業したイギリスのレイクンヒース空軍基地に駐留する第48戦闘航空団の司令官となった。
2014年2月にはアメリカ空軍戦闘センター司令官に着任し、同年6月に少将に昇進。2016年にはアメリカ空軍中央軍副司令官となった。2017年8月に中将に昇進するとともにアメリカ空軍士官学校校長となった。アメリカ空軍士官学校校長に着任して間もない9月には空軍予科士官学校の学生寮に人種差別的な落書きがされる事件が起こり、「あのような振る舞いは、予科でも士官学校でも、米空軍でも許されない（That kind of behavior has no place at the prep school, it has no place at USAFA, and it has no place in the US Air Force.）」、「他者に尊厳と敬意をもって接することができない者は、出て行け（If you can't treat someone with dignity and respect, then get out.）」と強い言葉で批難するスピーチを行った。このスピーチの模様はアメリカ空軍の公式Twitterアカウントで公開され、当時アメリカ合衆国副大統領ジョー・バイデンや退役軍人出身の有力上院議員ジョン・マケインがこれをリツイートするなどしたため注目を集めた。なお、この事件は後に告発した学生の自作自演だったことが発覚している。